# New Forest (district)
New Forest is een Engels district in het shire-graafschap (non-metropolitan county OF county) Hampshire en telt 180.000 inwoners. De oppervlakte bedraagt 753 km².
Van de bevolking is 22,6% ouder dan 65 jaar. De werkloosheid bedraagt 1,9% van de beroepsbevolking (cijfers volkstelling 2001).
New Forest is voornamelijk bekend als een natuurgebied in Zuid-Engeland, gelegen tussen Southampton en Bournemouth.

## Civil parishesin district New Forest
Ashurst and Colbury, Beaulieu, Boldre, Bramshaw, Bransgore, Breamore, Brockenhurst, Burley, Copythorne, Damerham, Denny Lodge, East Boldre, Ellingham, Harbridge and Ibsley, Exbury and Lepe, Fawley, Fordingbridge, Godshill, Hale, Hordle, Hyde, Hythe and Dibden, Lymington and Pennington, Lyndhurst, Marchwood, Martin, Milford-on-sea, Minstead, Netley Marsh, New Milton, Ringwood, Rockbourne, Sandleheath, Sopley, Sway, Totton and Eling, Whitsbury, Woodgreen.